# Can't Wait to See the Movie
Can't Wait to See the Movie es el séptimo álbum de estudio del músico británico Roger Daltrey, publicado por la compañía discográfica Atlantic Records en junio de 1987. 
El disco, producido por Alan Shacklock, David Foster, Chas Sanford y Jimmy Scott y grabado en varios estudios de Londres y Los Ángeles (California), no entró en ninguna lista de discos más vendidos a ambos lados del Atlántico. 
En el álbum, Daltrey figura como coescritor de las canciones «Balance on Wires» y «Take Me Home», mientras que David Foster compuso «The Price of Love», incluida en el largometraje El secreto de mi éxito, protagonizado por Michael J. Fox.

## Lista de canciones
| Cara A |                                                           |          |  |
| N.º    | Título                                                    | Duración |  |
| 1.     | «Hearts of Fire» (Russ Ballard)                           | 5:06     |  |
| 2.     | «When the Thunder Comes» (Damon Metrebian, Chas Sandford) | 3:39     |  |
| 3.     | «Ready for Love» (Kit Hain)                               | 3:28     |  |
| 4.     | «Balance on Wires» (Daltrey, Don Snow)                    | 6:22     |  |
| 5.     | «Miracle of Love» (Mark Morgan, Jim Scott)                | 4:38     |  |

| Cara B |                                                                          |          |  |
| N.º    | Título                                                                   | Duración |  |
| 1.     | «The Price of Love» (Jack Blades, David Foster)                          | 4:16     |  |
| 2.     | «The Heart Has Its Reasons» (Jimmy Scott)                                | 4:11     |  |
| 3.     | «Alone in the Night» (Steve Bates, Larry Lee, Tom Whitlock, Richie Zito) | 4:27     |  |
| 4.     | «Lover's Storm» (Tom Kelly, Gary Usher)                                  | 3:53     |  |
| 5.     | «Take Me Home» (Axel Bauer, Roger Daltrey, Michel Eli, Nigel Hinton)     | 5:45     |  |

## Personal
- Roger Daltrey: voz y coros
- David Foster: teclados
- Nick Glennie-Smith: teclados
- Mark Morgan: teclados
- Don Snow: teclados
- John Von Tongeren: teclados
- Russ Ballard: guitarra y coros
- Gary Grainger: guitarra
- Michael Landau: guitarra
- Dave "Clem" Clempson: guitarra
- Chas Sandford: guitarra
- Phil Brown: bajo y guitarra
- John Siegler: bajo
- Tris Imboden: batería
- Tony Beard: batería
- Martin Ditcham: percusión
- Rev. Dave Boruff: saxofón y sintetizador
- Gary Barnacle: saxofón
- Bimbo Acock - Saxophone
- Chris Eaton: coros
- Lance Ellington: coros
- John Payne: coros
- Jim Scott: coros
- Miriam Stockley: coros
- Mark Williamson: coros
- Annie McCaig: coros
- Joho Payee: coros